# Iker Flores
Iker Flores Galarza (Urdiain, 28 juli 1976) is een voormalig Spaans wielrenner.
Flores droeg in 2005 de rode lantaarn in de Ronde van Frankrijk, net als zijn oudere broer Igor in 2002. De rode lantaarn wordt spreekwoordelijk uitgereikt aan de wielrenner die als laatste eindigt in het eindklassement van de Ronde van Frankrijk. Flores wist de Belg Wim Vansevenant 'voor' zich te houden. 
Eind 2007 besloot hij te stoppen met wielrennen nadat eerder zijn ploeg, Fuerteventura-Canarias, ook had aangekondigd te stoppen.

## Belangrijkste overwinningen
2000
- 9e etappe Ronde van de Toekomst
- Eindklassement Ronde van de Toekomst

## Resultaten in voornaamste wedstrijden
| Jaar | Ronde van Italië | Ronde van Frankrijk | Ronde van Spanje |
| ---- | ---------------- | ------------------- | ---------------- |
| 2001 |                  | opgave              |                  |
| 2002 |                  |                     | 71e              |
| 2003 |                  |                     | 18e              |
| 2004 |                  | 60e                 |                  |
| 2005 |                  | 155e (laatste)      |                  |
| 2006 | 35e              |                     |                  |

| Jaar | Gent-Wevelgem |
| ---- | ------------- |
| 2001 |               |
| 2002 |               |
| 2003 |               |
| 2004 |               |
| 2005 |               |
| 2006 | 113e          |